# Arhaconotus belokobylskiji
Arhaconotus belokobylskiji (лат.) — вид паразитических наездников рода Arhaconotus из семейства Braconidae. Юго-Восточная Азия: Вьетнам. Назван в честь российского гименоптеролога Сергея Александровича Белокобыльского, крупного специалиста по браконидам.

## Описание
Мелкие наездники, длина тела 2,0 мм; длина переднего крыла 1,8 мм; яйцеклад 1, мм. Голова жёлтая; усики в основании жёлтые, на вершине коричневато-жёлтые; щупики бледные; ноги жёлтые; жилки крыльев жёлтые; птеростигма жёлтая, в основании светлее; среднеспинка, мезоплевры красновато-жёлтые; метаплевры, проподеум и метасома желтовато-коричневые; метасома вентрально жёлтая; яйцеклад коричневый; яйцеклад жёлтый. Глаза голые. Усики тонкие, нитевидые (22 флагелломера). Нижнечелюстные щупики состоят из 6 члеников, а нижнегубные — из четырёх.